# Preseka (Ivanjica)
Pour les articles homonymes, voir Preseka.
Preseka (en serbe cyrillique : Пресека) est un village de Serbie situé dans la municipalité d’Ivanjica, district de Moravica. Au recensement de 2011, il comptait 367 habitants.

## Démographie
| 1948  | 1953  | 1961  | 1971  | 1981 | 1991 | 2002 | 2011 |
| ----- | ----- | ----- | ----- | ---- | ---- | ---- | ---- |
| 1 247 | 1 273 | 1 193 | 1 047 | 827  | 648  | 520  | 367  |

|  |